# Conseil régional des jeunes d'Île-de-France
Cet article concerne l'organe consultatif composé de jeunes franciliens. Pour l'assemblée délibérante, voir Conseil régional d'Île-de-France.
Mandature 2023-2025
Le conseil régional des jeunes d'Île-de-France (CRJ) est l'organe de consultation et de proposition du Conseil régional d'Île-de-France créé par ce dernier en 2004 pour : 
- mieux connaître et mieux prendre en compte les besoins et les attentes des jeunes franciliens ;
- contribuer à l’apprentissage actif et à l’exercice de la responsabilité de la citoyenneté et de la vie publique ;
- favoriser l’accès des jeunes à la vie sociale et culturelle de l’Île-de-France, et développer le sentiment d’appartenance régionale, dans un esprit d’ouverture et de solidarité.

Le CRJ émet des avis, formule des propositions, porte des projets et questionne le conseil régional. Le président du conseil régional peut le saisir sur toute question et inversement.
Le CRJ est composé de 128 membres, âgés de 16 à 26 ans, nommés pour un mandat de deux ans (exceptionnellement trois pour le mandat 2020-2023).
Les conseillers se réunissent en séance plénière dans l'hémicycle du Conseil régional trois fois par an, et, plus régulièrement, ils se réunissent en plusieurs groupes dans des commissions telles que : Santé, Discriminations, Culture, Orientation, Sports et loisirs, Environnement, Banlieues, Décrochage scolaire...
Les élus de ce conseil sont nommés par un jury de sélection parmi divers candidats, selon un système permettant une parité homme-femme ainsi qu'une équité par rapport au statut professionnel (étudiants, lycéens, apprentis, chômeurs…) et aux départements dont ils sont issus.